# Peter Bichsel
Peter Bichsel (Lucerna, 24 de marzo de 1935-15 de marzo de 2025) fue un escritor y periodista suizo germanófono.

## Biografía
Popular escritor en Alemania, hijo de un artesano, nacido en Lucerna. Posteriormente se mudó a Olten. En 1956 Peter Bichsel contrajo matrimonio con la actriz Therese Spörri († 2005); es padre de una hija y un hijo. 
Estudió magisterio, trabajo que ejerció hasta 1968. De 1974 a 1981, fue consejero personal de Willy Ritschard, por entonces miembro del Consejo Federal de Suiza.
Establecido en Soleura, se consagró a la escritura y entre 1972 y 1989 dio clases en universidades estadounidenses y escribió crónicas en Weltwoche, el Tages Anzeiger y la Schweizer Illustrierte.
Son muy conocidas sus obras para público intantil/juvenil y fue miembro del jurado de la Berlinale de 1981.

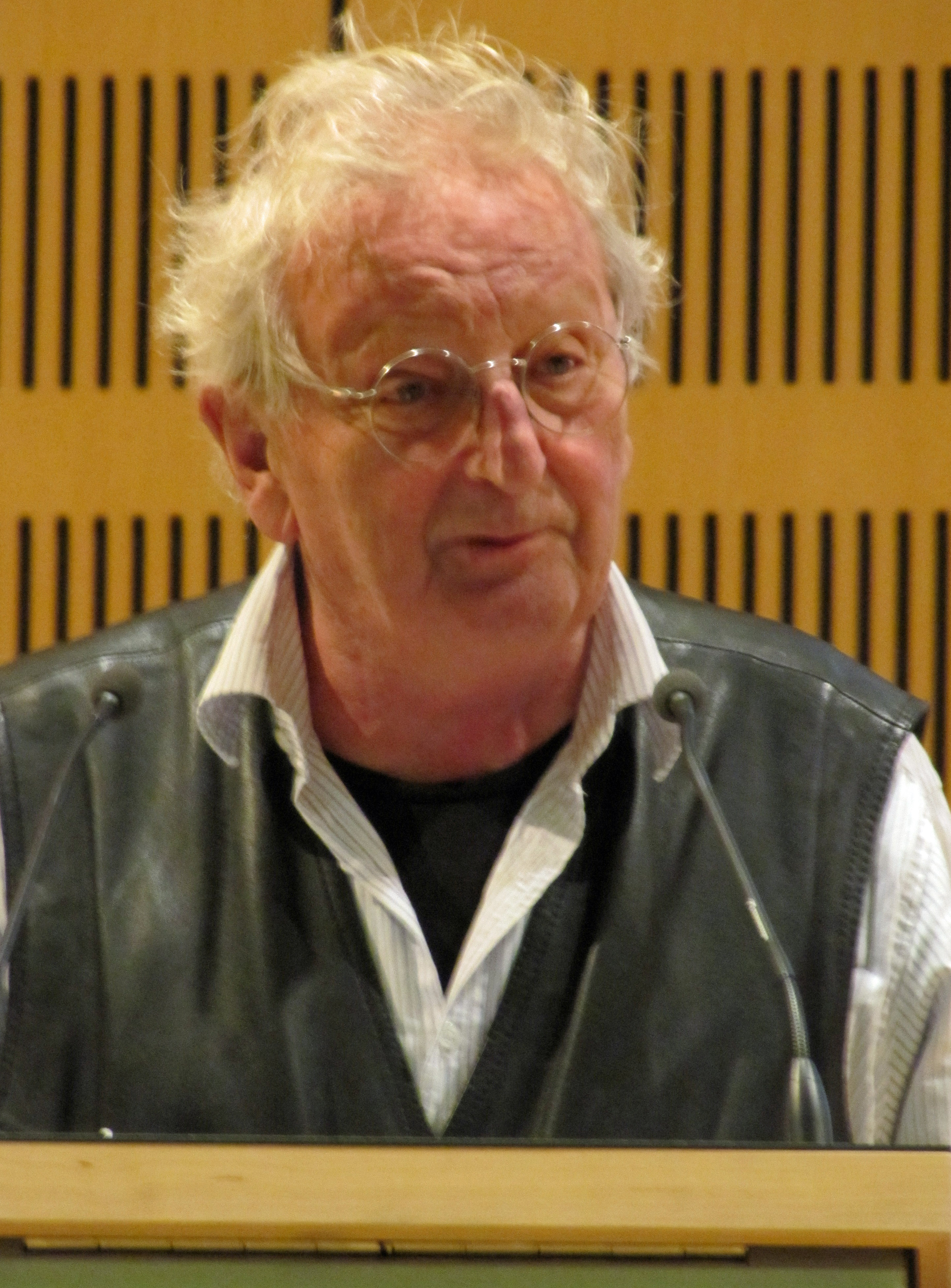
Peter Bichsel (2012)

## Obras

### Libros
- Versuche über Gino (1960)
- Eigentlich möchte Frau Blum den Milchmann kennenlernen (1964)
- Die Jahreszeiten (1967)
- Kindergeschichten (1969)
- Des Schweizers Schweiz (1969)
- Inhaltsangabe der Langeweile (Hörspiel, 1971)
- Geschichten zur falschen Zeit (Kolumnen, 1979)
- Der Leser (1982)
- Schulmeistereien (1985)
- Der Busant (récits, 1985)
- Irgendwo anderswo (1986)
- Möchten Sie Mozart gewesen sein ? (1990)
- Im Gegenteil  (1990)
- Zur Stadt Paris(1993)
- Gegen unseren Briefträger konnte man nichts machen.  (1995)
- Die Totaldemokraten (1998)
- Cherubin Hammer und Cherubin Hammer (1999)
- Alles von mir gelernt  (2000)
- Eisenbahnfahren (2002)
- Doktor Schleyers isabellenfarbige Winterschule (2003)
- Das süsse Gift der Buchstaben(2004)
- Wo wir wohnen (2004)
- Cherubin Hammer und Cherubin Hammer (2005)
- Kolumnen, Kolumnen (2005)

### Grabaciones
Historias de niños, leída por Peter Bichsel. Deutsche Grammophon, Hamburg 1979.

### Películas
- El Lector. Con Alexander J. Seiler, 1971
- Habitación 202 – Peter Bichsel en París. Dirigida por Eric Bergkraut, 2010

## Premios
- 1965 Premio del "Grupo 47"
- 1970 Deutscher Jugendbuchpreis
- 1981/82 Stadtschreiber von Bergen
- 1996 Mainzer Stadtschreiber
- 1999 Gottfried-Keller-Preis
- 2000 Premio europeo de ensayo Charles Veillon
- 2004 Doctor honoris causa en teología, Universidad de Basilea